# Múlatindar
Múlatindar är en bergstopp i republiken Island. Den ligger i regionen Austurland, 300 km öster om huvudstaden Reykjavík. Toppen på Múlatindar är 1 125 meter över havet.
Trakten runt Múlatindar är nära nog obefolkad, med mindre än två invånare per kvadratkilometer. Det finns inga samhällen i närheten. Trakten runt Múlatindar består i huvudsak av gräsmarker.